# The Leather Boys
The Leather Boys è un film del 1964 diretto da Sidney J. Furie sulla sottocultura rocker di Londra con un motociclista gay per protagonista. Il film è tratto dal romanzo omonimo di Gillian Freeman che gli venne commissionato dall'agente letterario ed editore londinese Anthony Blond, il quale suggerì alla Freeman di scrivere su di un "Romeo e Romeo nella periferia sud di Londra".
Questo film è degno di nota per essere un primo esempio di un film che ha violato il codice di produzione di Hollywood, ma è stato comunque mostrato negli Stati Uniti, oltre che per essere un film importante del genere queer cinema.
Un esempio del kitchen sink realism britannico, venne considerato audace nel 1964 in quanto ha toccato l'omosessualità, anche se in modo obliquo. I revisori hanno notato che contiene fotografia naturalistica, e luoghi d'epoca come l'Ace Cafe..

## Trama
L'adolescente della classe operaia Dot e il biker Reggie si sposano, ma ben presto i due iniziano a condurre vite sempre più separate, soprattutto Reggie che è sempre più coinvolto con i suoi amici motociclisti, in particolare con l'eccentrico Pete. Quando il nonno di Reggie muore, Dot si lamenta che il suo sostegno alla nonna in lutto li ha costretti a rinunciare ad una serata al cinema; il suo comportamento rozzo al funerale ed il suo rifiuto di trasferirsi con la nonna di Reggie portano i due sposi a litigare: Dot decide di andarsene via mentre Reggie rimane a vivere con sua nonna, decisa a non lasciare per alcuna ragione la propria casa. Reggie invita poi Pete, che è stato costretto a lasciare il suo alloggio, ad andare a vivere con lui come inquilino e i due condividono lo stesso letto. Nel frattempo, Dot mostra interesse per Brian, un altro motociclista. Il giorno seguente Pete e Reggie vanno al mare dove Reggie vuole chiacchierare con un paio di ragazze mentre Pete non dimostra alcun interesse nei loro confronti.
Reggie intende tornare da Dot, la quale ha nel frattempo escogitato un piano per riconquistarlo fingendo di essere incinta. Dot è seduta con Brian quando dice a Reggie della sua "gravidanza". Convinto che Dot sia incinta di Brian, Reggie si scontra con il ragazzo e lo mette fuori combattimento. Dot visita la casa di Reggie e scopre che il marito sta condividendo un letto con Pete. Lei li schernisce chiamandoli "omosessuali". Reggie è turbato da questo e chiede a Pete di negare di essere omosessuale, ma Pete evita di rispondere.
I bikers organizzano una gara da Londra ad Edimburgo e ritorno alla quale Reggie, Pete e Brian prendono parte. Dot cavalca con Brian. Quando la moto di Brian si rompe, Reggie porta Dot sulla sua e la ragazza ammette di non essere incinta. I due riprendono così la loro relazione. Una volta tornati, Pete progetta di separare Reggie da Dot, portandolo al pub e facendolo ubriacare. Il mattino seguente Reggie decide di tornare a vivere con Dot e Pete si arrabbia per questa decisione e dice che loro due stanno bene insieme e che dovrebbero andare in America insieme. Reggie dice all'amico che ha bisogno di trovarsi una donna, poi torna a casa da Dot ma la scopre a letto con Brian. In preda alla disperazione, Reggie incontra Pete e dice che desidera partire con lui per l'America il prima possibile. Pete dice che possono ottenere un passaggio lavorando su una nave. Mentre Pete organizza le cose lascia Reggie in un pub che il giovane scopre essere un bar gay quando la clientela inizia a parlargli. Quando Pete entra nel locale viene subito riconosciuto da tutti e Reggie, capito improvvisamente che anche Pete è gay, lo lascia.

## Produzione
Il romanzo da cui il film è tratto venne pubblicato nel 1961 sotto lo pseudonimo di Eliot George. La Freeman è accreditata con il suo stesso nome nel film come autore della sceneggiatura basata sul romanzo di "Eliot George".
La trama del film è cambiata considerevolmente rispetto a quella del libro, presumibilmente per renderlo più appetibile per gli spettatori del 1964. Solo uno dei personaggi maschili principali è gay nel film (con il protagonista Reggie che lascia Pete dopo aver scoperto la sua sessualità alla fine del film) e non è presente alcuna attività criminale.

## Riconoscimenti
- 1966 - Golden Globe
  - Nomination Miglior film straniero in lingua inglese